# Vaglia
Vaglia település Olaszországban, Toszkána régióban, Firenze megyében. Lakosainak száma 5164 fő (2023. január 1.). Vaglia San Piero a Sieve, Calenzano, Fiesole, Sesto Fiorentino, Borgo San Lorenzo és Scarperia e San Piero községekkel határos.

## Népesség
A település lakossága az elmúlt években az alábbi módon változott:
| Lakosok száma | 5067 | 5134 | 5164 |
|               | 2013 | 2018 | 2023 |